# Hirel
Hirel ist eine französische Gemeinde mit 1384 Einwohnern (Stand 1. Januar 2022) im Département Ille-et-Vilaine in der Region Bretagne. Die Bewohner werden Hirélois und Hiréloises genannt.

## Geografie
Hirel liegt 20 Kilometer von Saint-Malo, 15 Kilometer von Cancale, 10 Kilometer von Dol-de-Bretagne und 35 Kilometer vom Mont-Saint-Michel entfernt.

## Geschichte
Münzfunde belegen eine Existenz des Ortes zur Römerzeit.
Hirel und der Ortsteil Vildé-la-Marine wurden auf einer Sandschicht gebaut. Ein Damm, der namentlich der Herzogin Anne de Bretagne gewidmet wurde, schützte Hirel vor Fluten. Durch den Bau eines Kanalsystems wurde das sumpfige Gebiet trockengelegt und kultivierbar. 843 erlaubte Karl der Kahle den Anwohnern die Fischerei. Später wurden an den fünf Kilometern Küste mehrere Mühlen gebaut. Die Mühlen waren früher eine wichtige Orientierungshilfe für Soldaten und Seeleute.

## Mühlen von Hirel
Die im Mittelalter in Frankreich eingeführten Windmühlen verloren durch die Elektrisierung auf dem Land und die fortschreitende Industrialisierung im 20. Jahrhundert schnell an Bedeutung.
In der Bucht des Mont-Saint-Michel gab es insgesamt etwa hundert Mühlen. Auf dem Gemeindegebiet von Hirel gab es folgende zehn Mühlen: La Ville es Brune, La Pintonnière, La Chèvre, Saint-Lunaire, Le Moulin Carré, La Digue, Le Châtelier, La Petite Pâture, Fantou und Le Chapitre. Alfred Jamaux geht in seinem Artikel Die 103 Windmühlen im Pays de Dol davon aus, dass zwischen Hirel und Saint-Benoît-des-Ondes der perfekte Ort für die Windmühlen liegt.

## Bevölkerungsentwicklung
| Jahr      | 1962 | 1968 | 1975 | 1982 | 1990 | 1999 | 2007 | 2017 |
| Einwohner | 922  | 1005 | 1051 | 1286 | 1166 | 1172 | 1335 | 1392 |

## Sehenswürdigkeiten
- Pfarrkirche Notre-Dame aus dem 19. Jahrhundert
- Pfarrkirche Saint-Louis im Weiler Vildé la Marine aus dem 19. Jahrhundert
- Herrenhaus im Weiler La Ville Marie, heute Bauernhof, aus dem 16. Jahrhundert

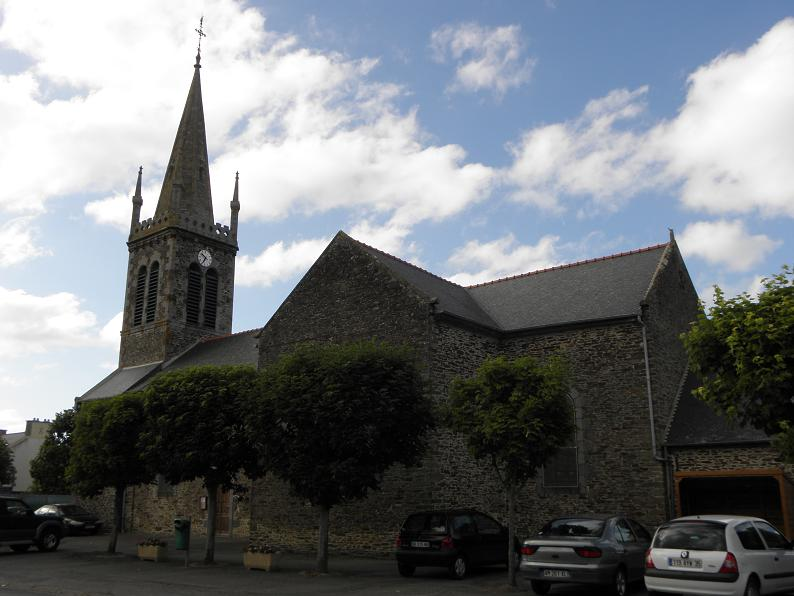
Pfarrkirche Saint-Louis
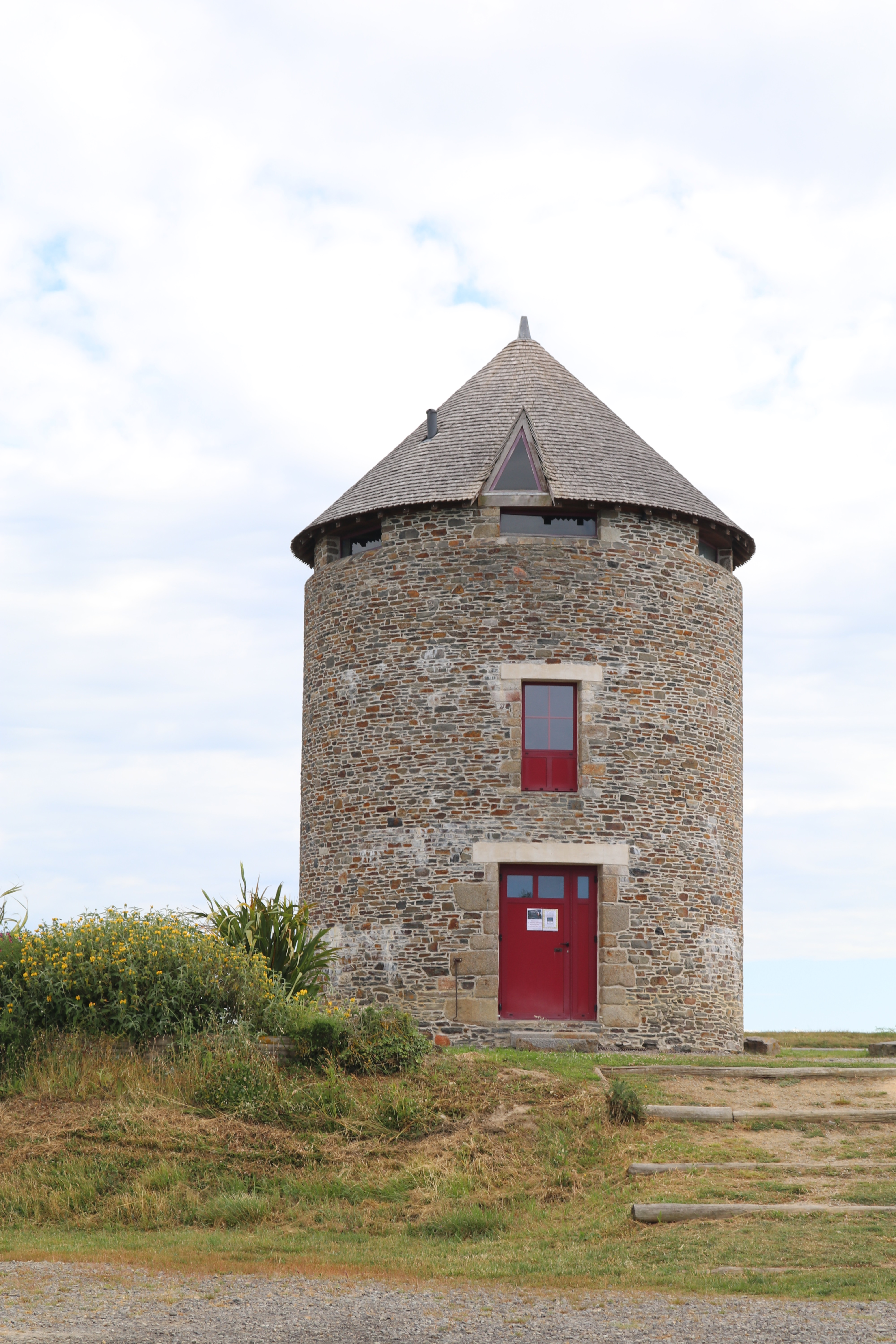
Ehemalige Windmühle